# Ethelurgus opacus
Ethelurgus opacus là một loài tò vò trong họ Ichneumonidae.